# Stradone San Fermo
Stradone San Fermo è un'importante strada situata nel centro storico di Verona.

## Storia
La strada prende il nome dall'importante complesso monastico di San Fermo Maggiore, situato all'inizio dello stradone stesso: da questo si dipana in direzione sud-ovest, sostanzialmente parallelo a via Leoncino, lungo cui si attestavano le antiche mura romane di Verona. Quello di San Fermo divenne quindi un asse generatore del rione che si sviluppò più tardi, nello spazio compreso tra le mura e la sponda dell'Adige, in particolare tra il XV e il XVI secolo, quando vi si attestarono diversi edifici di pregio.

## Descrizione

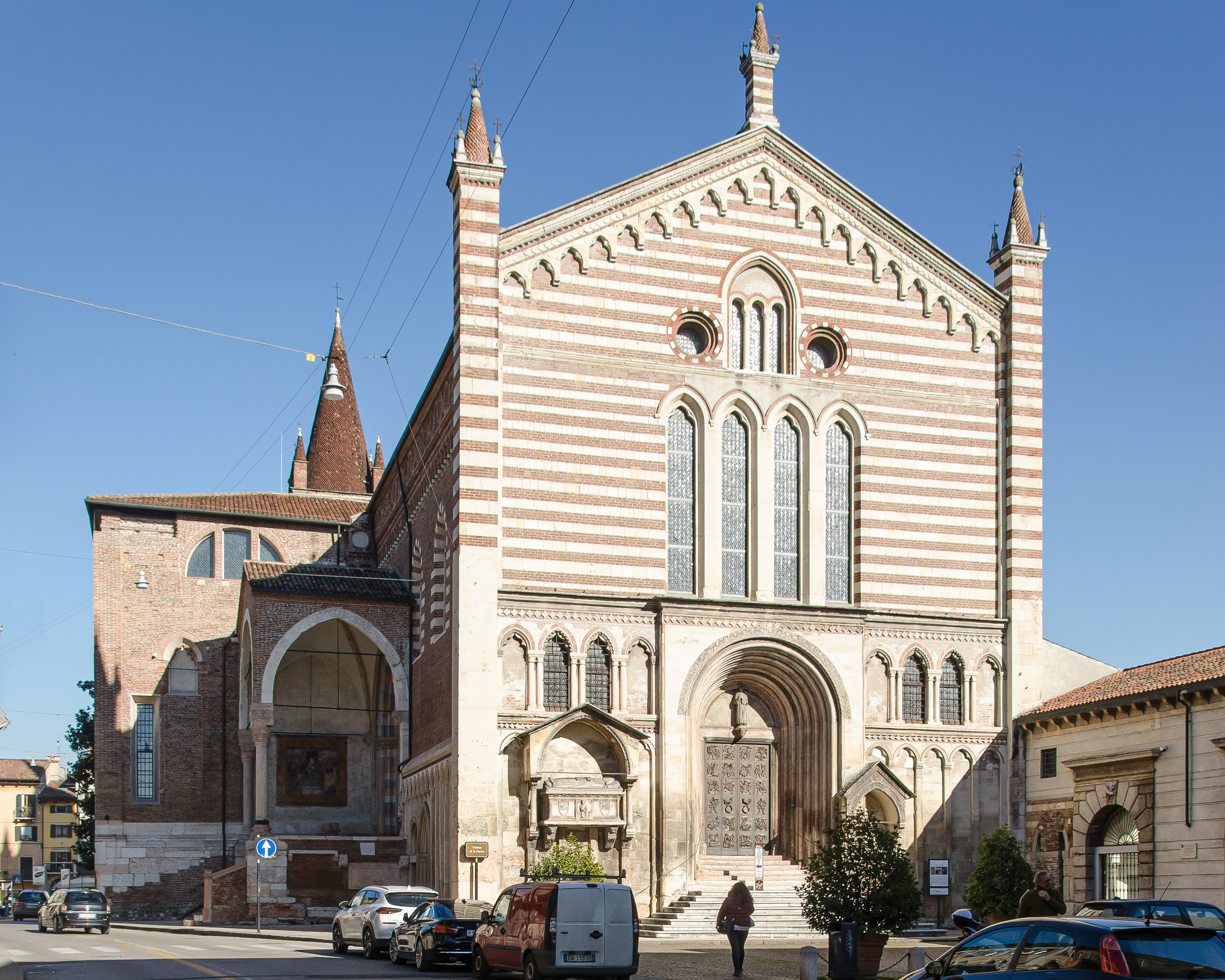
Il tratto iniziale del stradone con la piazzetta su cui si affaccia la chiesa di San Fermo Maggiore.

La via, ampia e regolare per la maggior parte del suo percorso, parte in prossimità della chiesa di San Fermo Maggiore, una delle più interessanti di Verona per via della storia peculiare che la contraddistingue: tre diverse chiese, infatti, si sono susseguite nel corso dei secoli, e di ognuna di queste sono rimaste tracce più o meno cospicue. Nelle fondazioni si possono leggere i resti archeologici della chiesa del V secolo; vi è poi la chiesa inferiore di origine benedettina, che propone una suggestiva spiritualità grazie all'alternarsi di grandi zone d'ombra e spazi di luce soffusa, proveniente da piccole feritoie verticali, creando le condizioni ideali per il raccoglimento e la riflessione tipici dell'epoca romanica; e infine, sopra quest'ultima, si trova la chiesa superiore gotica, di origine francescana, un grande spazio ad aula destinato a raccogliere folle di fedeli che doveva contraddistinguersi per una generale sobrietà conforme allo stile di vita dei frati, dove nel tempo si sono però sovrapposte numerose aggiunte.
Proseguendo lungo la strada, al civico 12, si trova il palazzo Palmarini Sparavieri Tedeschi Goldschmiedt Beccherle (o più semplicemente palazzo Beccherle) progettato in stile neoclassico dall'architetto veronese Giuseppe Barbieri ed edificato nel 1818. Subito accanto, al civico 14, si trova invece palazzo Bevilacqua Lazise Cressotti Zorzi Campostrini Rizzardi, un grande edificio del XVI secolo al cui interno custodiva degli affreschi di Battista del Moro, purtroppo andati perduti.
Quasi di fronte a quest'ultimo, al civico 13, sorge il più imponente degli edifici civili che prospettano su questa via, palazzo Della Torre Goldschmiedt Lebrecht Ederle, più semplicemente conosciuto con il nome di palazzo Della Torre. L'edificio viene solitamente attribuito a Domenico Curtoni, nipote del più noto architetto rinascimentale Michele Sanmicheli; la facciata con il portale venne tuttavia ultimata solo nel 1851, su commissione del proprietario Pacifico Goldschmiedt. Pregevoli sono gli interni: dall'atrio di accesso si giunge infatti al cortile, dove si trova un portico con pilastri bugnati che sorreggono il balcone con le insegne della prima famiglia proprietaria, i Della Torre; gli ambienti interni, inoltre, sono decorati da stucchi, grottesche e camini.
Tra i prestigiosi palazzi dello stradone veronese, svetta al civico 21 Palazzo Campagna Sgarzi. Il palazzo nobiliare, benché appaia oggi come risulta dal progetto neoclassico promosso dai conti Girolamo e Carlo Campagna e approvato dalla Commissione d'Ornato nel marzo 1857, appartiene ad epoca più risalente: le sue prime fondamenta, infatti, risalgono all'inizio del XVI secolo, nel pieno del periodo rinascimentale italiano. Invero, gli elementi architettonici e decorativi appartenenti alle diverse epoche artistiche, lungo le quali  l'edificio è stato oggetto di consistenti restauri, si fondono in armonia: da una parte il grande portale d'ingresso centrale, avente capitelli e arco a sesto acuto, e caratterizzato dai battenti a testa di leone (tipici lungo lo stradone per la vicinanza con la Porta Leoni), divide le nove aperture modanate in pietra del piano nobiliare e quelle del secondo piano, contraddistinte da timpani rettangolari a sovrastarle; dall'altra, elementi riconducibili al rinascimento, quali la decorazione a fresco dei soffitti, ancora presente, e la simmetria delle proporzioni. 

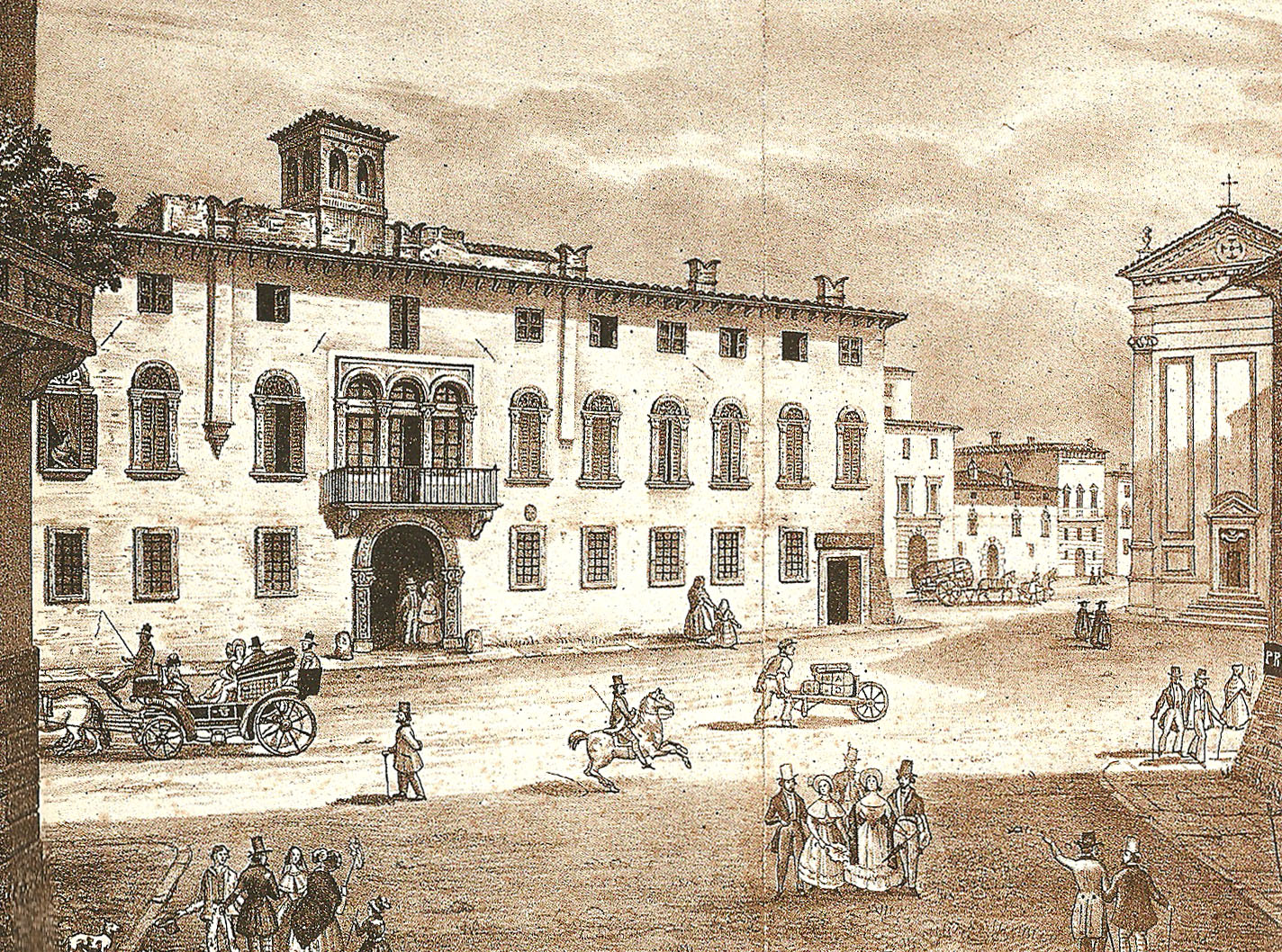
Il tratto finale del stradone in una stampa del XIX secolo. Si nota, sulla destra, la chiesa di San Pietro in Carnario.

Infine, a concludere il percorso, si trova la chiesa di San Pietro Incarnario; si tratta di un edificio religioso le cui origini sono precedenti al 955, quando venne fatta edificare dal conte di Verona Milone in un luogo che in precedenza era destinato alla macellazione della carne o a cimitero. Di questo antico edificio sopravvive solamente la cripta sotterranea, infatti intorno al 1440 la chiesa fu protagonista di importanti trasformazioni, con la costruzione del campanile e di una nuova abside, ancora presenti. Nella seconda metà del XVIII secolo l'edificio venne ulteriormente rinnovato fino ad assumere la forma neoclassica che ancora oggi lo caratterizza, grazie al progetto dell'architetto Adriano Cristofali.